# Conestoga

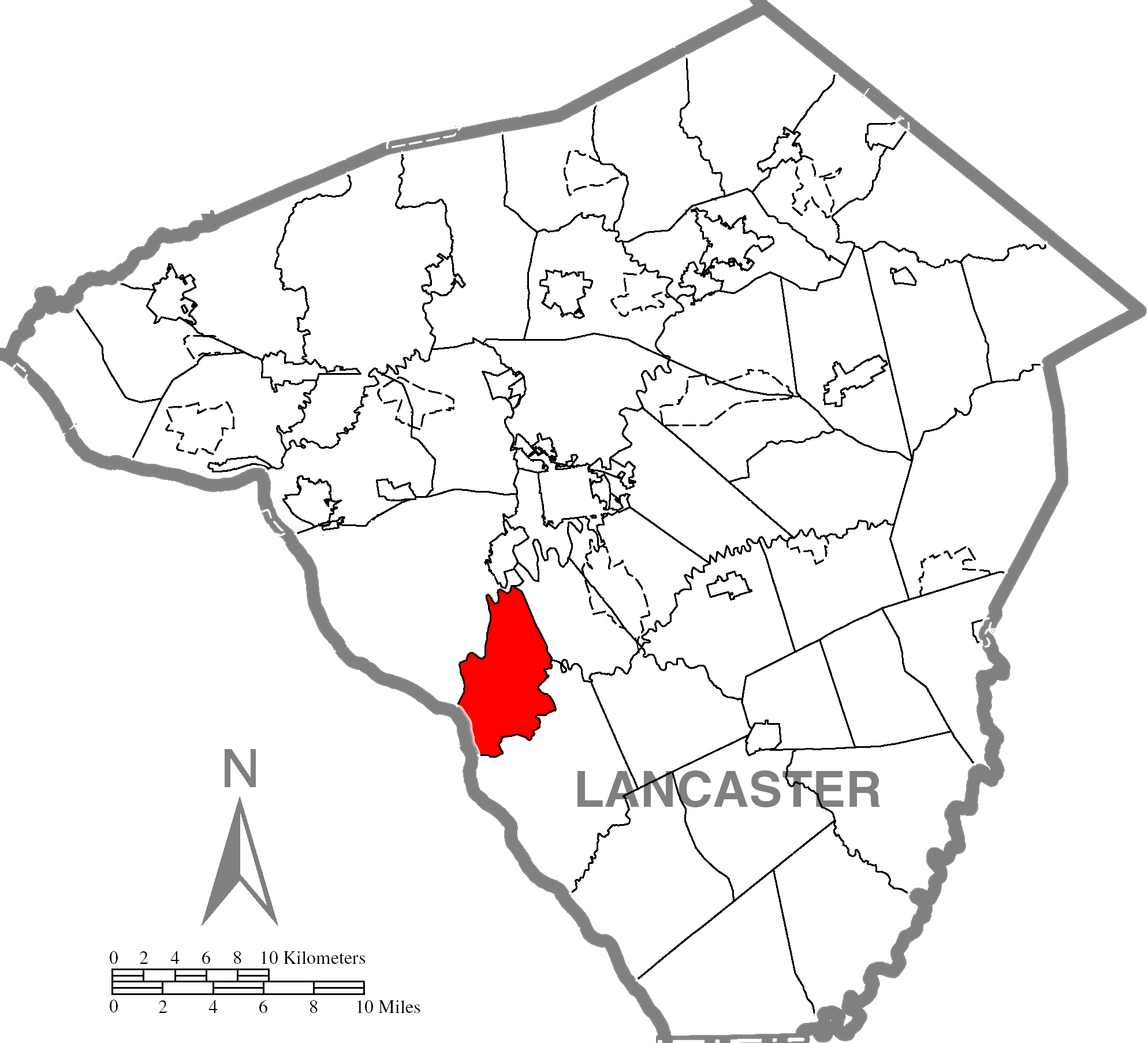
Conestogas belägenhet i västra Lancaster County, Pennsylvania.

Conestoga är ett township (landskommun) i Lancaster County, Pennsylvania. 
Conestoga har en yta om 42,6 kvadratkilometer. Vid folkräkningen år 2000 hade det 3 749 invånare. 